# Dolby Atmos
Dolby Atmos este o tehnologie de sunet surround dezvoltată de Dolby Laboratories. Îmbunătățește  sistemele de sunet surround existente prin adăugarea la canalele situate în jurul ascultătorului (sisteme 5.1 sau 7.1) a unor canale situate deasupra acestuia, pe tavan (de obicei 2 sau 4 -2 mai în față și două în spate, rezultând astfel sisteme 5.1.2, 5.1.4, 7.1.2, 7.1.4, etc.).  Sunetele pot astfel să fie interpretate tridimensional, deci nu doar pe orizontală (360 grade), ci și pe verticală. 
Sistemul se regăsește în cinematografe, dar și pe sisteme audio pentru acasă, având drept sursă playere Blue-Ray sau platforme de filme de genul Disney Plus.